# Museu Nacional de Arte Egípcia (Munique)
Museu Nacional de Arte Egípcia (em alemão: Staatliche Sammlung für Ägyptische Kunst) é uma coleção nacional bávara de arte antiga referente a todos os períodos da história faraônica.
A coleção remonta ao século XVI, com Alberto V, duque da Baviera. Foi ampliada sobretudo por Carlos Teodoro, príncipe-eleitor da Baviera, e por Luís I da Baviera.
No museu acontece a NAGA – Die verschüttete Königsstadt: exposição imersiva sobre a antiga cidade real de Meroë, no Sudão.